# Eduardo López Rojas
Eduardo López Rojas (Estados Unidos, 3 de mayo de 1937 - Ciudad de México, 31 de julio de 1999) fue un actor mexicano.

## Biografía
Hijo de padres mexicanos, nació en la Ciudad de Nueva York, Estados Unidos, en 1937. En su juventud se integra a la Compañía de Teatro Universitario, en la Ciudad de México Distrito Federal, lo que le dio la oportunidad de actuar en Los Caifanes de Juan Ibáñez, en la que actúa interpretando al "Mazacote", al lado de los entonces nóveles actores Julissa, el también cantante Óscar Chávez, Enrique Álvarez Félix y Sergio Jiménez, estos ya desaparecidos.
Posteriormente actúa en la película El Principio, cinta emblemática del "echeverrismo", filmada en el año de 1972, ópera prima del malogrado chihuahuense Gonzalo Martínez Ortega, donde López Rojas interpreta el papel de "Ché-Ché", cuñado del arbitrario cacique y dueño de una fábrica textilera en el Yucatán porfirista. Actúa al lado de Narciso Busquets, Sergio Bustamante, Lucha Villa, Alejandro Parodi, Andrés García, Jaime Moreno, entre otros. 
Su papel más notable lo alcanza en La Mujer de Benjamin, cinta rodada en el año de 1991, dirigida por Carlos Carrera y donde López Rojas interpreta a Benjamín un viejo solterón que vive al lado de Micaela (Malena Doria) su hermana, y cuyo único pasatiempo es juntarse a jugar con los amigos, hasta que Benjamin se enamora de la joven Natividad, interpretada por Arcelia Ramírez.

## Muerte
Trabajó en más de sesenta películas, así como en Teatro y en Telenovelas, hasta que víctima de la diabetes y sus complicaciones, falleció a los 62 años en la Ciudad de México, Distrito Federal un 31 de julio de 1999.

## Filmografía
- La maceta (2002)
- La ley de Herodes (1999) .... Doctor
- Del otro lado (1999)
- La paloma de Marsella (1999) .... Viejo en asilo
- El privilegio de amar (5 episodios, 1998-1999)
- Amor de mis amores (1999) (V)
- La armada de McHale (1997) (como Eduardo López Rojas) .... Gonzales
- María Isabel .... Don Goyo (2 episodios, 1997)
- Me llaman Madrina (1997) .... Jovito
- Confesiones de un asesino en serie (1997)
- 45 expansiva (1996)
- Candidato a morir (1996)
- 38. expansiva (1996)
- La dueña (1995) Series de TV .... Goyo
- Alondra (1 episodio, 1995)
- Una papa sin cátsup (1995)
- Mi familia (1995) .... Jose
- Ámbar (1994) .... Vendedor de esclavas
- Una maestra con Ángel (1994)
- Días de combate (1994) .... Gilberto
- La vida conyugal (1993) .... Policía
- Los parientes pobres (1993) Series de TV .... Padre Cayetano
- Death and the Compass (1992) .... Finnegan
- Rosas de luna (1992)
- El patrullero (1991) .... Sr. Rojas
- El extensionista (1991) .... Cuquillo
- La mujer de Benjamín (1991) .... Benjamín
- L'homme au masque d'or (1991) .... Le Prêtre
- Infamia (1991)
- Furia de ladrones (1991)
- ¡Maten a Chinto! (1990) .... Palancares
- Romero (1989) .... Bishop Cordova
- Gideon Oliver .... Forteza (1 episodio, 1989)
- The Last Plane from Coramaya (1989) Episodio de TV (como Eduardo López Rojas) .... Forteza
- Bonampak (1989)
- The Penitent (1988) .... Mayor
- The Mission... Kill (1987) .... President Ariban
- Gaby, una historia verdadera (1987) .... Hector Bulle Goyri
- Lamberto Quintero (1987) .... Ayudante de Jorge
- Pretextos (1987)
- El misterio de la casa abandonada (1987) .... Jose
- El imperio de la fortuna (1986) .... Secundino Colmeneros
- ¿Cómo ves? (1986) .... Police Inspector
- Deveras me atrapaste (1985)
- Amenaza roja (1985)
- El escuadrón de la muerte (1985) .... Velázquez
- Motel (1984) .... Martínez
- Justicia salvaje (1984) .... Bartender
- Historia de payasos (1983)
- Ora sí tenemos que ganar (1981)
- Anacrusa (1979)
- Las buenromero (1979)
- María de mi corazón (1979)
- Cuartelazo (1977) .... General Villista
- Chicano (1976)
- Meridiano 100 (1976)
- Actas de Marusia (1976) .... Domingo Soto
- La loca de los milagros (1975)
- Esa mi Irene (1975)
- La China (1975)
- El encuentro de un hombre solo (1974) .... maestro
- Apuntes (1974)
- El principio (1973)
- Uno y medio contra el mundo (1973)
- Aquellos años (1973) .... (como el Arzobispo Pelagio Antonio de Labastida y Dávalos)
- Diamantes, oro, y amor (1973)
- Tu camino y el mío (1973)
- Jory (1973) (como Eduardo López Rojas) .... Cookie
- Reed, México insurgente (1973) .... Gral. Thomas Urbina
- Nosotros los pobres (1973) Series de TV
- Los cacos (1972)
- Mecánica nacional (1972) .... Don Chava
- Tú, yo, nosotros (1972)
- Historia de una chica sola (1972) (como Eduardo Rojas)
- El medio pelo (1972)
- El águila descalza (1971) .... Trabajador factoría
- Sin salida (1971)
- Siete muertes para el texano (1971)
- El profe (1971) .... Espiridión Cascajo
- River of Gold (1971) (TV) (como Eduardo López Rojas) .... Señor Cepeda
- The Bridge in the Jungle (1971) (como Eduardo López Rojas) .... Ignacio
- El quelite (1970) .... Gavillero
- Muera Zapata... Viva Zapata (1970)
- Alguien nos quiere matar (1970) .... Maroma
- El oficio más antiguo del mundo (1970) .... Roberto
- Romeo contra Julieta (1968)
- Pax? (1968)
- Juventud divino tesoro (1968) Series de TV
- Los caifanes (1967) .... El Mazacote
- Los tres farsantes (1965) .... (episode El héroe)